# 갈기호저
갈기호저(Hystrix crassispinis)는 호저과에 속하는 설치류의 일종이다. 보르네오섬의 토착종이며, 브루나이와 인도네시아 그리고 말레이시아에서 발견된다.

## 분포
자연림부터 농경지까지 다양한 서식지에서 발견되며, 해발 1200m 이하 높이에서 서식한다.

## 보전 상태
1996년 취약근접종으로 간주되었지만, 2008년 관심대상종으로 변경되었다.